# Oxacilina
La oxacilina sódica (INN), es un antibiótico betalactámico, de espectro reducido del grupo de las penicilinas, por lo que se indica en el tratamiento de infecciones causadas por bacterias Gram positivas, en particular las especies de estafilococos que suelen ser resistentes a otras penicilinas.
Terapéuticamente, la oxacilina es considerada equivalente a la nafcilina, aunque difieren en su seguridad farmacológica.

## Uso clínico
La oxacilina se indica en el tratamiento de infecciones por estafilococos, excepto las causadas por cepas resistentes a la meticilina. La oxacilina es la primera opción en el tratamiento de la endocarditis causada por estafilococos en pacientes que no tengan válvulas cardíacas artificiales. La oxacilina se indica también en el tratamiento de la mastitis y osteomielitis, en cuyos casos el principal agente causal es el Staphylococcus aureus.
Este medicamento también puede ser prescrito para otras infecciones, incluyendo la neumonía, ciertas infecciones de la piel, articulaciones, septicemia, meningitis e infección urinaria.

## Mecanismo de acción
Al igual que otros antibióticos betalactámicos, la oxacilina actúa inhibiendo la síntesis de la pared celular bacteriana. Evita la formación de enlaces cruzados entre las cadenas poliméricas de peptidoglicano lineal las cuales son un componente importante de la pared celular de las bacterias gram positivas. Actúa mediante la unión e inhibición competitiva de la enzima transpeptidasa usada por la bacteria para generar los enlaces cruzados (D-alanil-alanina) usados en la síntesis del peptidoglicano. 

### Resistencia a betalactamasa
La oxacilina es resistente a la enzima betalactamasa (también conocida como penicilinasa), secretada por muchas bacterias resistentes. La presencia del grupo orto-dimetoxifenil directamente unido a la cadena lateral carbonilo del núcleo de la penicilina, facilita la resistencia a betalactamasa, debido a que esta enzimas son relativamente intolerantes a la fuerza esétrica de esta cadena lateral.

## Efectos adversos
Por ser derivada de la penicilina, la nafcilina puede causar reacciones alérgicas serias que pueden poner en riesgo la vida de la persona. Otras reacciones adversas de menor efecto son:
- Náusea y vómitos
- Diarrea, a menudo por supresión de la flora bacteriana en el tracto digestivo, lo que puede conllevar a una seria sobreinfección con la bacteria Clostridium difficile
- Dolor abdominal
- Infecciones por hongos incluyendo la Candidiasis que puede afectar a la boca, lengua y vagina
- Sensación de frío y temblor (tiritar).
- Cefalea.